# 都市交通 (千葉県の企業)
株式会社都市交通（としこうつう）は千葉県印西市に本社を置くバス会社、タクシー会社である。

## 沿革
- 1964年（昭和39年） - 創業。
- 時期不詳 - みゆきタクシー（船橋市習志野台）を買収しエムティに改称。
- 時期不詳 - エムティをイースタンモータースに売却。
- 1997年（平成9年） - 路線バス事業開始。
- 2014年（平成26年) 9月 - 株式会社千葉観光より成田営業所、市川営業所を譲渡譲受を受け、それぞれ成田営業所、市川営業所として営業開始。
- 2015年（平成27年) 4月 - 香取市の佐原タクシー株式会社、有限会社誠タクシーの2社より譲渡譲受を受けたグループ会社、株式会社佐原交通が営業開始。
- 2019年（令和元年） - 東京都の東京タクシーグループとともにDiDiモビリティジャパンが提供するスマートフォン用タクシー配車アプリ「DiDi」を導入[1]。

## 営業所

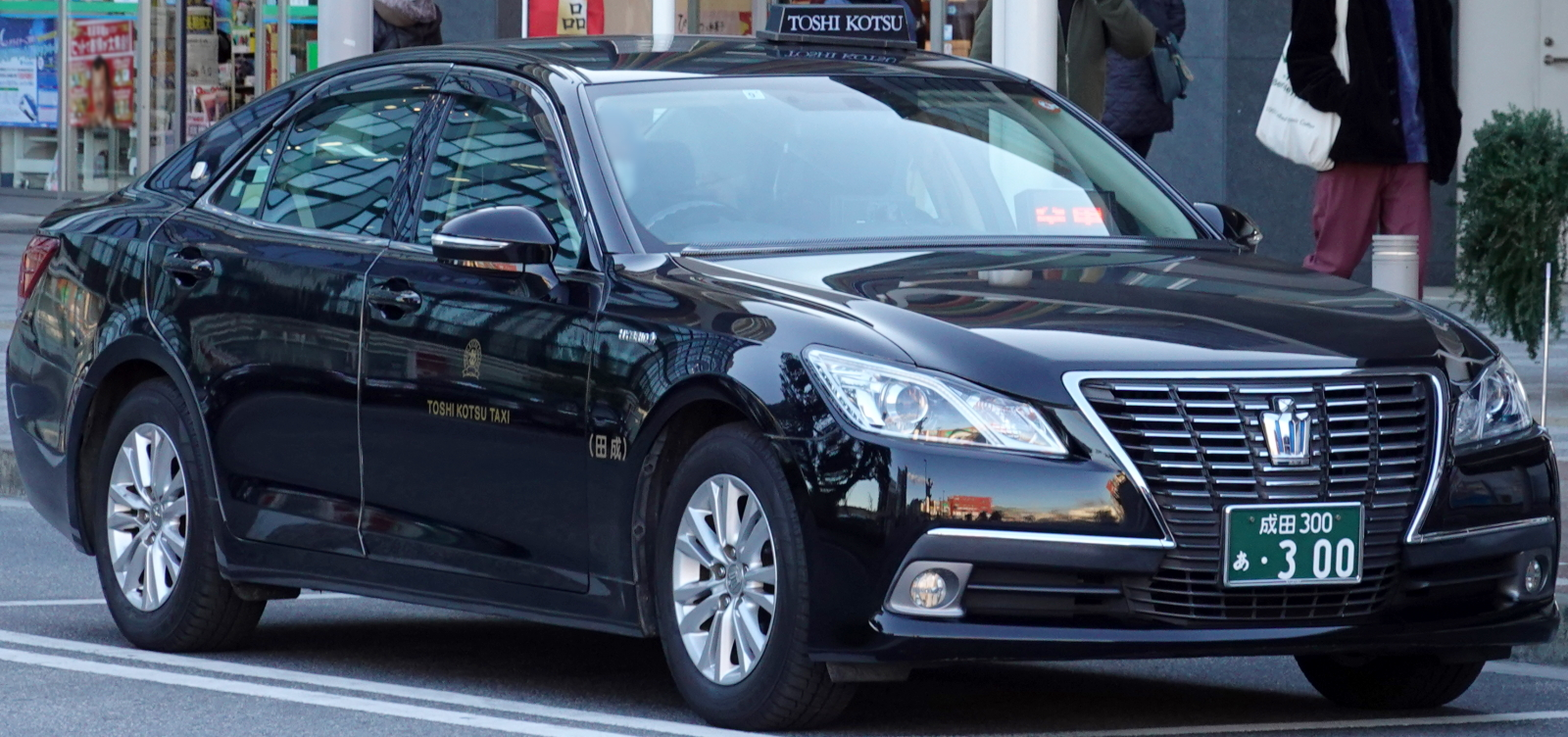
都市交通のタクシー

- 都市交通株式会社
  - 本社営業所（印西市瀬戸）
  - 成田営業所（成田市三里塚）
- 株式会社佐原交通
  - 本社営業所（香取市佐原イ）

## 路線バス・乗合タクシー

### スワン号
- 2018年（平成30年）12月1日：運行開始。朝夕は路線バス型（定時定路線）、日中はデマンド型の2方式で運行。
- 2019年 (令和元年) 10月1日:ルートを大幅に変更。デマンド型運行を1便増便。

路線バス型運行 (2019年9月30日まで)
- 日本医大病院（朝1本のみ） - 本埜二小 - 長門屋 - 安食駅 - 北総栄病院
- 北総栄病院 - 安食駅 - プレーゲ本埜 - 小林駅北口

路線バス型運行(2019年10月1日から)
- 本埜支所 - 和集会所 - 本埜二小 - 安食ト杭 - 安食駅
- 本埜支所 - 本埜二小 - プレーゲ本埜 - 小林駅北口

デマンド型運行
- 日中4便の運行。設定された停留所間を電話予約の上、利用が可能。

### 過去の路線
六合路線
- 小林駅 - 印旛日本医大駅 - 京成佐倉駅
  - 1997年（平成9年）7月1日 - 旧・印旛村からの補助路線として運行を開始する。印西市合併後も補助は継続。
  - 2015年（平成27年）11月1日 - なの花交通バスに路線譲渡。

## 主な営業地域
- 佐倉市・印西市・成田市・市川市

タクシー事業はすべて北総交通圏内にて営業する。

## 東京タクシーグループ

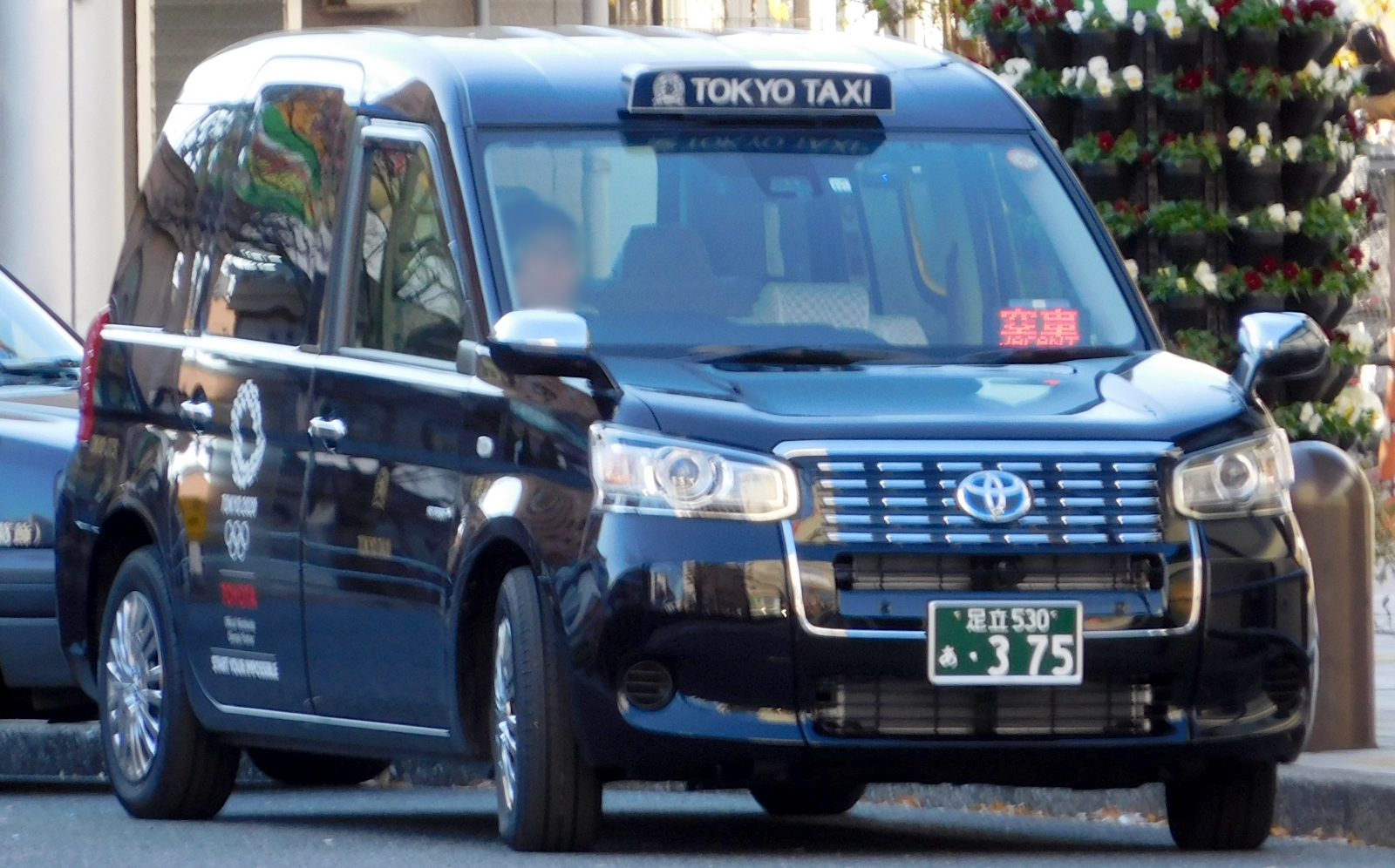
東京タクシー
ジャパンタクシー

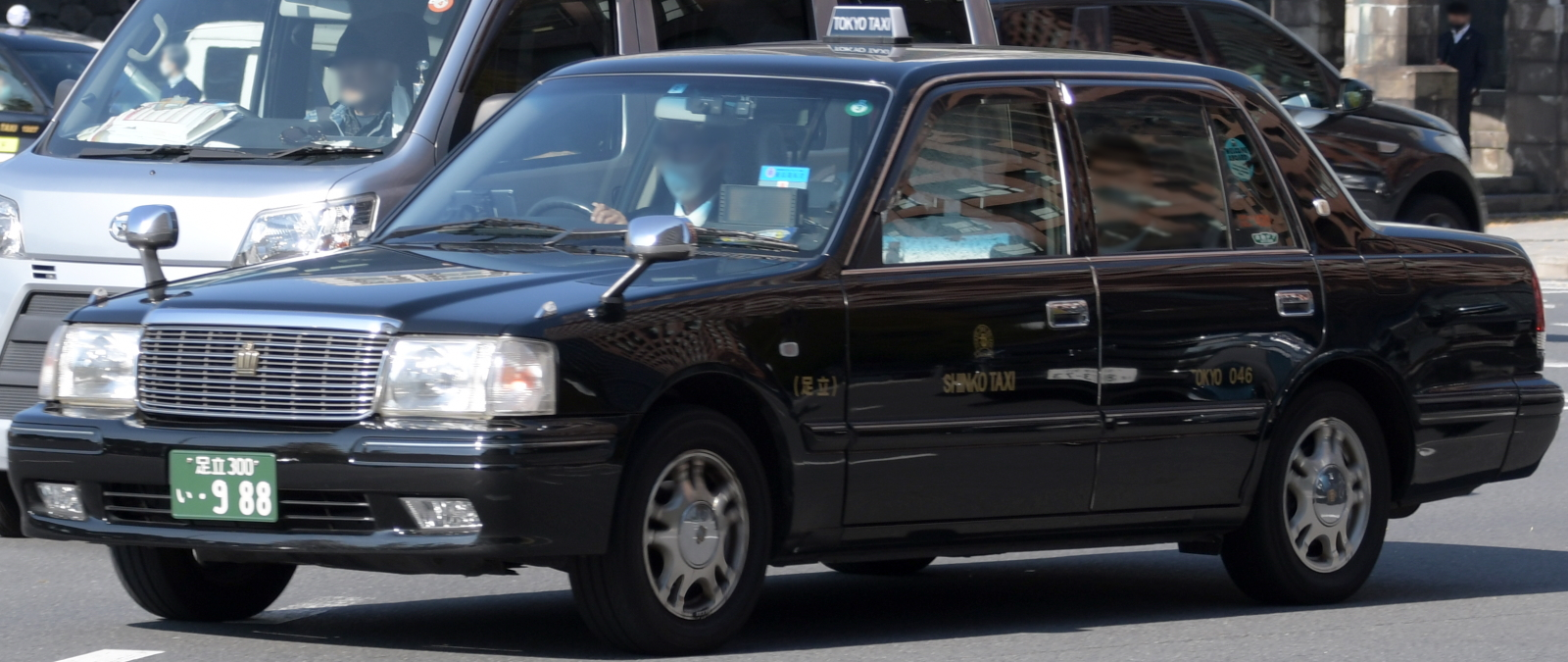
新光タクシー
クラウンセダン

東京都23区・武蔵野市・三鷹市（特別区・武三交通圏）を営業エリアとする。同業者に比べ歴史は浅いが平成以降に開業した独自事業者を中心に授受を繰り返して500台以上の保有台数を持つまでに成長した。いずれも黒塗りの車両に「TOKYO TAXI」と書かれた社名表示灯を装備し、非無線で営業していたが後述の通り2021年（令和3年）7月より同グループの自社無線の運用を開始した。
- 東京タクシー株式会社 六木営業所（足立区六木）
- 株式会社東京タクシー 世田谷営業所（世田谷区深沢）
- 株式会社東京タクシー城北 城北営業所（足立区新田）
- 新光タクシー株式会社（足立区新田）
- 株式会社東京自動車 羽田営業所（大田区東糀谷）
- えびす自動車株式会社（大田区東糀谷）

### 沿革
- 2005年（平成17年）10月 - 葛飾区新宿にて有限会社東京タクシー設立。
- 2006年（平成18年）2月 - 世田谷営業所を設立。
- 2007年（平成19年）8月 - 株式会社東京自動車を設立。
- 2008年（平成20年）2月 - 株式会社江北交通を設立。
- 2009年（平成21年）6月 - 江戸川区清新町にあった新光タクシー株式会社を買収し、足立区江北へ移転。
- 2010年（平成22年）
  - 3月 - 江戸川区大杉にあった株式会社菊商を買収し、葛飾区新宿へ移転。
  - 4月 - 練馬区大泉学園にあったマスターキャブ株式会社を東京タクシー本社営業所へ統合。
  - 5月 - 江戸川区船堀にあったえびす自動車株式会社を買収し、大田区東糀谷へ移転。
- 2012年（平成24年）
  - 3月 - 事業撤退した国際ビルディング株式会社（江東区大島）から全営業権12両を新光タクシーにて譲受。
  - 6月 - 本社および菊商を足立区入谷へ移転。
  - 8月 - 事業撤退したイイノタクシー株式会社（足立区皿沼）から全営業権16両を東京タクシーとえびす自動車にて譲受。
- 2013年（平成25年）1月 - 前年に事業撤退した毎日タクシーグループのジーエルタクシー株式会社から営業権30両を東京タクシー、東京自動車、江北交通にて譲受。
- 2014年（平成26年）8月 - 本社および菊商を足立区六木へ移転。
- 2015年（平成27年）
  - 6月
    - 事業撤退したサンワードタクシー株式会社（江戸川区船堀）から全営業権21両を菊商と新光タクシーにて譲受。
    - 有限会社東京タクシーが株式会社化。

  - 9月
    - 事業撤退した有限会社朝日自交（足立区加賀）から全営業権31両を本社営業所、世田谷営業所、江北交通にて譲受。
    - 事業撤退した株式会社日向自動車交通（足立区舎人）から全営業権10両を東京自動車にて譲受。
- 2016年（平成28年）
  - 9月 - 事業撤退したロイヤル交通株式会社（足立区椿）から営業権12両を新光タクシーにて分割譲受。
  - 11月 - 本社営業所を菊商に統合し、東京タクシー株式会社の六木営業所へ改称。世田谷営業所は株式会社東京タクシーのまま改称せず。
- 2017年（平成29年）
  - 1月 - 事業撤退した富士交通有限会社（大田区西馬込）から全営業権12両を六木営業所にて譲受。
  - 4月 - 日の丸交通と提携しかつて共同無線に所属していたセントラルタクシー株式会社（世田谷区喜多見）から営業権2両を江北交通にて分割譲受。
- 2018年（平成30年）
  - 2月 - タクシー業から撤退した釜澤運輸倉庫株式会社（足立区江北）から全営業権30両を六木営業所、世田谷営業所、新光タクシー、えびす自動車にて譲受。
  - 6月 - 事業撤退したセントラルタクシー株式会社（世田谷区喜多見）から全営業権10両を世田谷営業所、江北交通、新光タクシーにて譲受。
- 2019年（平成31年・令和元年）
  - 時期不詳 - 千葉県の都市交通とともにDiDiモビリティジャパンが提供するスマートフォン用タクシー配車アプリ「DiDi」を導入[1]。
  - 3月 - 日の丸交通と提携する日英交通株式会社（葛飾区青戸）[注釈 1]から営業権16両を六木営業所、世田谷営業所、新光タクシー、東京自動車にて譲受。
  - 5月 - 株式会社平成ハイヤー[注釈 2]東京営業所（江戸川区谷河内）[注釈 3]から営業権5両を江北交通にて譲受。
  - 8月 - 江北交通と新光タクシーを足立区新田へ移転。
  - 12月 - 事業撤退した株式会社アキバ（江戸川区南葛西）[注釈 4]から全営業権19両をその他ハイヤー[注釈 5]へ転用しプライムリムジンにて譲受。
- 2020年（令和2年）
  - 7月 - プライムリムジンのその他ハイヤー[注釈 5]の営業権14両をタクシーに転用し世田谷営業所、東京自動車にて譲受。
  - 12月
    - プライムリムジンのその他ハイヤー[注釈 5]の営業権5両をタクシーに転用し六木営業所にて譲受。
    - 営業権23両[注釈 6]をグループ全社にて分割譲受し、総保有台数が500台を超える。
- 2021年（令和3年）
  - 2月 - 東京タクシーグループ専用の配車アプリケーションを運用開始。
  - 7月
    - 東京タクシーグループの自社無線を運用開始。
    - 江北交通を東京タクシー城北に改称。
- 2022年（令和4年）12月 - 営業権20両[注釈 7]を六木営業所、世田谷営業所にて譲受。
- 2023年（令和5年）3月 - 営業権10両[注釈 8]を六木営業所、東京タクシー城北にて譲受。